# Новобаїшево
Новобаї́шево (рос. Новобаишево, башк. Яңы Байыш) — село (у минулому присілок) у складі Бірського району Башкортостану, Росія. Входить до складу Верхньолачентауської сільської ради.
Населення — 76 осіб (2010; 107 у 2002).
Національний склад:
- башкири — 73 %
- татари — 27 %